# White Building
Pour plus de détails, voir Fiche technique et Distribution.
White Building (Bodeng Sar) est un film cambodgien réalisé par Kavich Neang, sorti en 2021.

## Synopsis
Une immeuble d'habitation vétuste va être démoli pour laisser place à une zone commerciale. Les familles dont celle du jeune Samnang doivent quitter leur logement.

## Fiche technique
- Titre : White Building
- Titre original : Bodeng Sar
- Réalisation : Kavich Neang
- Scénario : 
  - Daniel Mattes
  - Kavich Neang
- Musique : Jean-Charles Bastion
- Direction artistique : Kanitha Tith
- Décors : Anne-Sorya Fitte
- Costumes : Mary Khem
- Photographie : Douglas Seok
- son : Vincent Villa
- Montage : Félix Rehm
- Format : couleur - 1,66:1 - son Dolby 5.1
- Genre : drame
- Durée : 90 minutes
- Dates de sortie :
  - France : 14 octobre 2021 (Festival image de ville)
  - Belgique : 6 octobre 2021 (Festival International du Film Francophone de Namur)
  - France : 22 décembre 2021 (en salle)

## Distribution
- Piseth Chhun : Samnang
- Hout Sithorn : père de Samnang
- Ok Sokha : mère de Samnang
- Chinnaro Soem : Ah Kha
- Sovann Tho : Tol
- Jany Min : Kanha

## Distinctions

### Récompenses
- Festival du film de Venise 2021 : meilleur acteur pour Piseth Chhun[2]
- Lisbon & Estoril Film Festival 2021 : meilleure photographie pour Douglas Seok[3]

### Nominations
- Festival du film de Venise 2021 : meilleur film
- Festival international du film francophone de Namur 2021 : meilleur premier film[4]